# Acacia hockingsii
Acacia hockingsii är en ärtväxtart som beskrevs av Leslie Pedley. Acacia hockingsii ingår i släktet akacior, och familjen ärtväxter. Inga underarter finns listade i Catalogue of Life.